# Dries Koenen
Andreas Cornelis (Dries) Koenen (Nijmegen, 15 september 1905 - Amsterdam, 31 juli 1987) was een Nederlands vakbondsman en politicus.
Koenen was een in Nijmegen geboren, maar in Amsterdam woonachtige communist. Hij was lid van de CPN-fractie na de verkiezingen van 1946. Hij was opgeleid tot smid en actief in de communistische vakbond. In de Kamer was hij woordvoerder van de CPN-fractie voor sociale zaken, ambtenarenzaken, pensioenen, PTT-aangelegenheden en de spoorwegen.
Hij had volgens eigen zeggen kinderen die, evenals zijn vrouw, in de oorlog werden weggevoerd en niet terugkeerden.
- Biografisch Portaal: 50915213
- Parlement.com: vg09ll2bsbtm